# Morne la Croix
Morne la Croix es una localidad de Santa Lucía que forma parte del distrito de Soufrière.